# Лорікет-нектароїд блакитноволий
Лорікет-нектароїд блакитноволий (Parvipsitta porphyrocephala) — вид папугоподібних птахів родини Psittaculidae. Ендемік Австралії.

## Поширення
Вид поширений на південному заході Західної Австралії та на півдні Південної Австралії, на схід від південного півострова Ейр, через хребти Голер і південні хребти Фліндерс і через Вікторію до Східного Гіпсленду. Ареал розділений на дві частини смугою дуже посушливого середовища існування приблизно 400 кілометрів завширшки у південній центральній частині Південної Австралії. Він також трапляється на острові Кенгуру, але відсутній в Тасманії.
У межах свого ареалу зустрічається майже у всіх лісових місцях існування, які забезпечують їм достатню кількість квітучих і плодоносних дерев і кущів. Це також єдиний вид лорікета, який мешкає в сухих районах маллі. Вони також зустрічаються в посушливих і напівпустельних регіонах. Вони рідше зустрічаються в прибережних районах. В основному вони походять із внутрішньої Австралії. Пурпурні лорі є дуже кочовими птахами, чиї безладні міграції визначаються наявністю їжі.

## Опис
Тіло завдовжки 16 сантиметрів і важить від 37 до 50 грамів. Немає статевого диморфізму. Основний колір оперення тіла зелений. Лоб помаранчево-жовтий і червоніє до вуздів і очей. Верхівка голови темно-фіолетова. Вушна кришка оранжево-жовта. Інша частина голови покрита яскраво-зеленим пір'ям. Горло, груди і живіт блідо-блакитні. Бока, підхвістя і стегна жовтувато-зелені. На боках грудей є жовтуваті плями, але їх не видно, коли крила закриті. Шия та верхня частина спини бронзово-коричневі із зеленим відтінком. Інша частина оперення на верхній стороні тіла яскраво-зелена. Дзеркальце на крилах синє. Основи крил темно-зелені. Зовнішні краї первинних махових дуже вузько облямовані блідо-жовтим кольором. Підкрилові покриви малинові. Хвіст зверху зелений. З нижнього боку він темно-оливково-жовтий. Зовнішні кермові пір'я мають вузькі оранжево-червоні внутрішні прапорці в основі. Дзьоб чорний. Райдужка коричнева. Ноги сірі.